# Asunafo District
Der Asunafo District ist ein ehemaliger Distrikt in der Brong-Ahafo Region in Ghana mit der Distrikthauptstadt Goaso. Der Distrikt bestand bereits unter kolonialer Herrschaft in der britischen Kolonie Goldküste seit 1912. Erst per Dekret vom 12. November 2003 von Präsident John Agyekum Kufuor wurde der Distrikt im Zuge der Verwaltungsreform an dem Jahr 2004 in zwei neue Distrikte aufgeteilt.
Der Bereich um die alte Distrikthauptstadt Goaso wurde zum Asunafo North District, der südlichere Teil zum Asunafo South District, die seit 2018 zur Ahafo Region gehören.
Dieser Distrikt hatte bei der Volkszählung des Jahres 2000 eine Bevölkerung von ca. 171.709 auf einer Fläche von 2119 km².